# Aryst
Aryst – imię męskie, zanotowane w języku polskim po raz pierwszy w roku 1461.
Wywodzi się od imion stgr. Ἀρίστης (Arístēs), Ἀριστοκλῆς (Aristoklē̃s) itp., które pochodzą od stgr. ἄριστος (áristos) „najlepszy, najszlachetniejszy, najdzielniejszy”. Z języka polskiego zostało przejęte jako biał. Арыст (Aryst).
Imię to nosi m.in. drugoplanowy bohater literacki w komedii Franciszka Zabłockiego Fircyk w zalotach.